# Fabio Reynaldo Colindres Abarca
Fabio Reynaldo Colindres Abarca (n. Ilobasco, Cabañas, El Salvador, 20 de junio de 1961) es un obispo católico, profesor y teólogo cristiano salvadoreño

## Biografía
Nació el día 20 de junio de 1961, en la ciudad salvadoreña de Ilobasco, situada en el Departamento de Cabañas.
Allí en su ciudad creció e hizo sus estudios primarios y secundarios. 
En su juventud descubrió su vocación sacerdotal e ingresó en los Padres de la Misión de Guatemala, con los que estudió filosofía. Luego sus estudios de teología los hizo cuando era seminarista del Seminario Mayor San José de la Montaña en San Salvador.
Tras ser ordenado sacerdote, marchó hacia Roma (Italia) para estudiar en la Pontificia Universidad Gregoriana, donde se licenció en teología cristiana.
El 5 de julio de 1986 fue ordenado sacerdote para Diócesis de San Vicente, por el entonces Obispo, José Oscar Barahona Castillo.
En cuanto regresó a El Salvador, comenzó a ejercer su ministerio pastoral. Desde 1989 hasta el 2000 ha sido educador y profesor del Libro sagrado en el Seminario de San José de la Montaña, en el cual él mismo estudió. También fue subsecretario de la Conferencia Episcopal de El Salvador (CEDES), miembro del Consejo Internacional de Catequesis (COINCAT) y capellán castrense.
Luego desde el 2000 hasta el 2008 fue vicario general y administrador apostólico del obispado castrense del país.

## Episcopado

### Obispo castrense de El Salvador
El 2 de febrero de 2008 tras años trabajando en el obispado castrense, el papa Benedicto XVI le nombró como nuevo obispo castrense de El Salvador. Recibió la consagración episcopal el 29 de marzo, a manos del entonces Nuncio Apostólico en el país y Belice Luigi Pezzuto. Y sus co-consagrantes fueron el entonces obispo de San Vicente José Oscar Barahona Castillo, que fue quien le ordenó sacerdote y el entonces obispo de Santiago de María Rodrigo Orlando Cabrera Cuéllar.
Desde el 8 de octubre de 2011 hasta el 11 de junio de 2012, también ocupó el cargo de administrador diocesano de la diócesis de Sonsonate, durante un periodo de sede vacante.

### Obispo de San Miguel
El 7 de diciembre de 2017, el Papa Francisco lo nombró  obispo de San Miguel.
Tomó posesión canónica el 7 de abril de 2018, en la Catedral diocesana.